# Incendierea Reichstagului

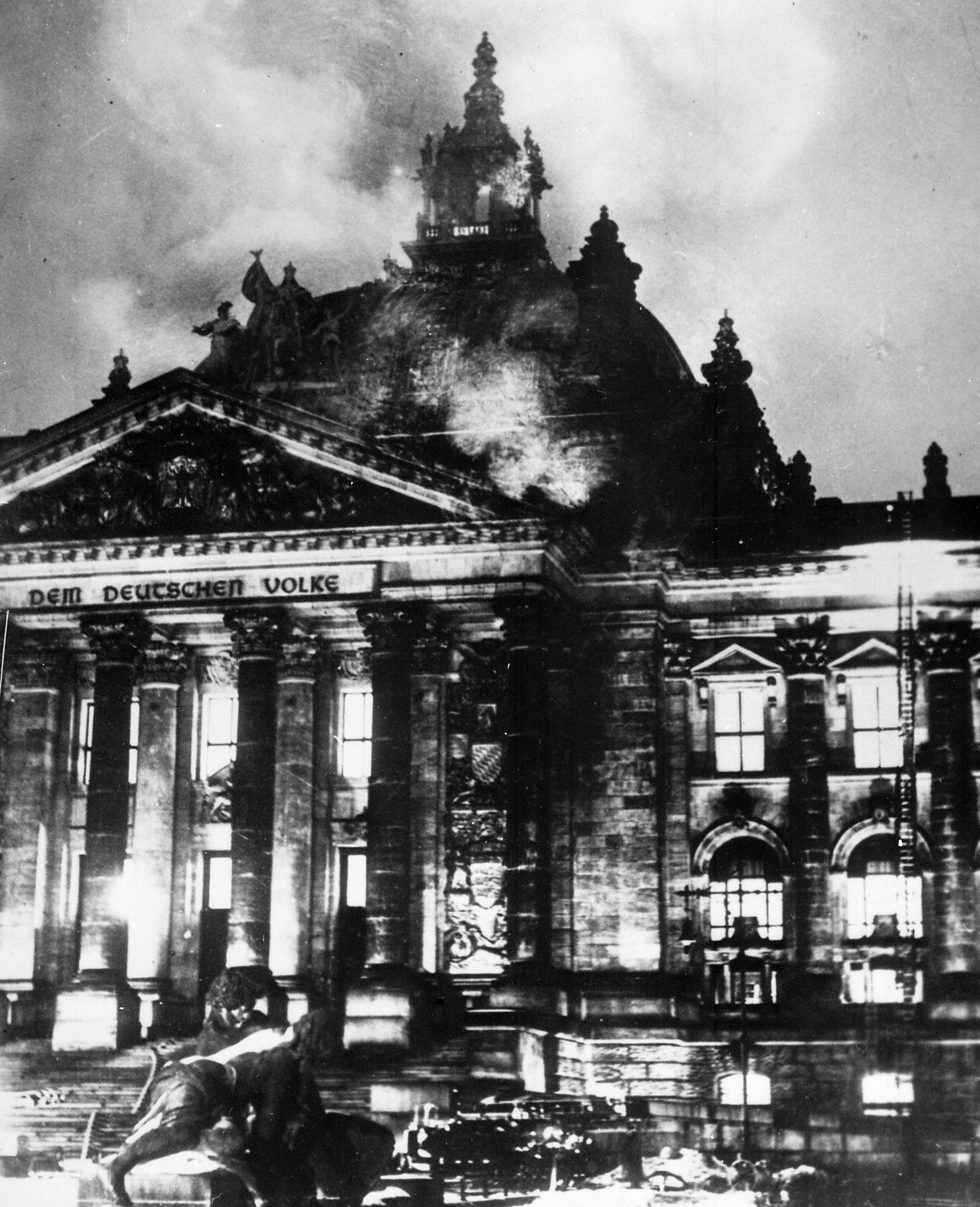
Clădirea Reichstagului în flăcări

Incendierea Reichstagului a fost un moment cheie în consolidarea Germaniei naziste. În seara zilei de 27 februarie 1933, după ora 21, pompierii berlinezi au fost alertați că edificiul parlamentului german Reichstag era în flăcări. Incendiul a izbucnit în sala dezbaterilor și, până la sosirea pompierilor, flăcările au cuprins și Camera Deputaților. În clădire a fost găsit Marinus van der Lubbe, un revoluționar comunist olandez – un cărămidar șomer, sosit recent în Germania pentru a-și continua ostentativ activitățile politice. 
Naziștii s-au folosit de incendiu ca să-i învinuiască de complot antiguvernamental pe comuniști. Ca urmare, 4.000 de comuniști au fost arestați. Cu mai puțin de o lună mai devreme, Adolf Hitler, cancelar prin numire, a insistat pe lângă președintele Germaniei, Paul von Hindenburg, să promulge un decret împotriva partidului Comunist.
Între timp, ancheta împrejurărilor incendiului de la Reichstag continua, național-socialiștii (naziștii) fiind nerăbdători să-i „deconspire” pe comuniști. La începutul lui martie 1933 au fost arestați trei bărbați, urmând a face parte din lotul de inculpați în intens mediatizatul „proces Leipzig”. Cei trei erau bulgarii Gheorghi Dimitrov, Vasil Tanev și Blagoi Popov. Poliția prusacă avea anumite informații că aceștia ar fi fost membri marcanți în Partidul Comunist. Ulterior s-a aflat că Dimitrov era coordonatorul operațiunilor Cominternului pe plan european.